# Prästskäret, Kimitoön
Prästskäret är öar i Finland. De ligger i Skärgårdshavet och i kommunen Kimitoön i den ekonomiska regionen  Åboland i landskapet Egentliga Finland, i den sydvästra delen av landet. Öarna ligger omkring 63 kilometer söder om Åbo och omkring 130 kilometer väster om Helsingfors.
Arean för den av öarna koordinaterna pekar på är 3 hektar och dess största längd är 220 meter i öst-västlig riktning. Ön höjer sig omkring 15 meter över havsytan.